# Comtat de Saligny
El comtat de Saligny fou una jurisdicció feudal de França a la regió de la Vendée. Fou inicialment una senyoria elevada després a comtat.
Caterina Lourdin fou senyora de Châtillon i Saligny i es va casar amb Guillem II de Coligny (1434-1464) que va esdevenir també senyor de Châtillon i Saligny. Guillem fou un dels senyors que el 1430 va ajudar a Lluís de Châlons, príncep d'Aurenja, després del setge de Colombert i de la batalla d'Anthon on el príncep fou desfet, i fou un dels 200 senyors que van sortir garants davant el rei de França pel duc de Savoia, en l'execució del Tractat de pau entre ambdós de 1455. El 1457 els dominis es van repartir per decisió de Guillem, que en va conservar l'usdefruit fins a la seva mort el 1464. El fill Jaume Lourdin va heretar les senyories maternes de Châtillon i Saligny, en virtut de testament (fet l'11 de juny de 1441); Jaume fou partidari de Carles duc de Borgonya en la guerra de la Lliga del Bé Públic contra Lluís XI de França i fou fet presoner a la batalla de Montlhéry el 1465 i més tard en un altre combat a Borgonya el 1475. Jaume va morir en data no coneguda (sembla que era ja vell i pels tombs del 1510 però el 1464 el seu germà i hereu Joan III de Coligny ja es va establir a Châtillon). Joan III va heretar totes les senyories de Jaume menys Saligny (perquè era condició portar el cognom matern) que va passar al fill de Jaume, Renaud Lourdin mort el 1557, i després al fill de Renaud, Marc, mort el 1597, després al seu fill Gaspà I, mort el 1629 que fou Lloctinent general del rei al Borbonès; el seu fill Gaspà II fou comte de Saligny, capità lloctinent de la companyia de gendarmes del rei, mariscal, governador d'Autun i batlle del Charolès, i pacificador de la revoltada Normandia (1640) que fou el darrer a portar el títol, el qual ja no tenia el seu fill i famós militar Joan Comte; el fill d'aquest Gaspà Alexandre va morir i l'herència va recaure en sa germana Maria, marquesa de Mailly-Nesle, que també va morir i finalment va heretar els darrers béns (Castell de Motte-Saint-Jean) l'altra germana Lluïsa Alexandrina de Coligny.

## Llista de senyors i comtes de Saligny
- Bertran Lourdin ?-1456
- Caterina Lourdin de Saligny vers 1456
- Guillem de Coligny 1456-1464
- Jaume Lourdin 1464-1510
- Renaud Lourdin 1510-1557
- Marc Lourdin 1557-1597
- Gaspà I 1597-1629
- Gaspà II 1629-1639